# Prima Donnas
Prima Donnas ist eine philippinische Drama-Fernsehserie, die vom 19. August 2019 bis 30. April 2022 auf GMA Network ausgestrahlt wurde.

## Handlung
Jaime, das einzige erbliche Mitglied der wohlhabenden Claveria-Unternehmensgruppe, und Maita finden es schwierig, ein Kind zu bekommen. Das Paar engagierte dann Lilian, die Tochter ihres vertrauenswürdigsten Dienstmädchens, als Ersatzmutter für ihre ungeborenen Kinder. Lilian nimmt den Vorschlag an und bringt dann drei wunderschöne Mädchen namens Donna Marie zur Welt, gutherzig und motiviert, Donna Belle, ehrgeizig und eigensinnig; und Donna Lyn, Sprecherin und Vermittlerin zwischen den beiden.
Das Leben nimmt für die drei Donnas eine unerwartete Wendung, als Kendra, Lady Primas ehrgeizige Assistentin der Geschäftsleitung, die das Schicksal von Jaime und Claveria beobachtete, vor nichts zurückschreckt, um den gesamten Reichtum von Claveria und Jaimes Zuneigung zu übernehmen Kosten der drei jungen Erben.
Familiengeheimnisse, widerstrebende Verwandte und eine unendliche Suche nach wahrer Identität – bleibt die Bindung zwischen den drei Frauen angesichts der vielen Herausforderungen, die das Leben ihnen stellt, stark?

## Besetzung
- Jillian Ward als Donna Marie „Mayi“ Madreal
- Althea Ablan als Donna Belle „Ella“ Salazar Claveria / Madreal
- Sofia Pablo als Donna Lyn „Lenlen“ Salazar Claveria / Madreal
- Katrina Halili als Lilian Madreal
- Wendell Ramos als Jaime Antonio Claveria
- Chanda Romero als Lady Primarosa „Prima“ Claveria
- Benjie Paras als Agaton Salazar
- Aiko Melendez als Maria Kendra Fajardo-Claveria
- Elijah Alejo als Brianna Fajardo Claveria